# Golf von Tolo
Der Golf von Tolo (indonesisch Teluk Tolo) ist eine breite, dreieckige Bucht der Bandasee im Osten der indonesischen Insel Sulawesi (früher Celebes), die deren östliche (Semenanjung Timur) und südöstliche Halbinsel (Semenanjung Tenggara) voneinander trennt. Die westliche Spitze des Dreiecks wird durch den schmalen Golf von Towori (Teluk Towori) gebildet (1° 59′ S, 121° 31′ O), und im Nordosten trennen die Banggai-Inseln die Bucht von der Molukkensee. Die gesamte Küstenlinie gehört zur Provinz Sulawesi Tengah.